# Javier Cercas Mena
Javier Cercas Mena   (Ibahernando i Espanya, 6 d'abril de 1962) és un escriptor espanyol. Va treballar com a lector a la Universitat d'Illinois durant dos anys, i des de 1989 és professor de literatura espanyola a la Universitat de Girona. Col·labora habitualment al diari El País.
La seva obra més coneguda, Soldats de Salamina, basada en un fet real de la Guerra Civil espanyola, ha estat traduïda en més de vint idiomes. Aquesta obra va obtenir el Premi Llibreter de narrativa de 2001, el Premi Salambó de 2001, premis dels lectors (Premi Qué Leer, Premi Crisol) i de la crítica, tant dins de l'Estat espanyol (Premi Ciutat de Barcelona, Premi Ciudad de Cartagena, Premi Extremadura) com fora (Premi de la Crítica de Xile, Premi Grinzane Cavour), a més de tenir un èxit de vendes sense precedents.
El 2003 se'n va fer una adaptació al cinema a càrrec del director David Trueba, amb qui juntament va publicar el llibre Diálogos de Salamina (2003), un llibre de converses entre l'autor d'una novel·la que s'ha portat al cinema i el director que l'ha adaptat.
El 2019 va guanyar el Premi Planeta amb una novel·la sobre uns fets de 2017 a Catalunya.

## Obres
- El móvil (1987)
- La obra literaria de Gonzalo Suárez (1994)
- El inquilino (1989)
- El vientre de la ballena (1997)
- Una buena temporada (1998)
- Relatos reales (2000)
- Soldats de Salamina (Soldados de Salamina, 2001)
- Una oración por Nora (2002)
- La velocitat de la llum (La velocidad de la luz, 2005)
- Anatomia d'un instant (Anatomía de un instante, 2009)
- Las leyes de la frontera (2012)
- El impostor (2014)
- El monarca de las sombras (Random House, 2017)
- Terra Alta (Planeta, 2019)
- Independencia (Tusquets, 2021)